# عقل یا دل
عقل یا دل (به انگلیسی: Head or Heart) دومین آلبوم استودیویی کریستینا پری، خواننده و ترانه‌سرای آمریکایی است که در اول آوریل ۲۰۱۴ توسط Atlantic Records منتشر شد. این اولین آلبوم کامل او بعد از Lovestrong است که در سال ۲۰۱۱ منتشر شده بود.